# سباق باريس روبيه 1982
طواف باريس 1982 هو سباق دراجات هوائية أقيم بتاريخ أبريل 18، تكون السباق من مرحلة واحدة، وامتدّ لمسافة 270.5 كم، وبسرعة 36.733 كم/س، استغرق السباق 7 ساعات و21 دقيقة و50 ثانية. فاز به الهولندي يان راس.

## الترتيب
| م                     | الدرّاج  | البلد  | الزمن                       |
| --------------------- | ------- | ------ | --------------------------- |
| الفائز بالترتيب العام | يان راس | هولندا | 7 ساعات و21 دقيقة و50 ثانية |